# Золота гребінка (термін)

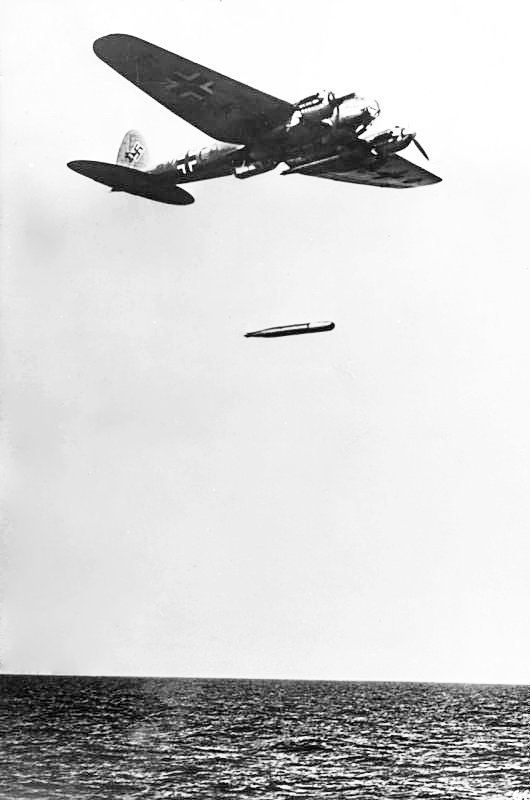
Тренування Heinkel He 111 у скиданні торпеди на повітряному носії, що залучався до виконання тактики «Золота гребінка». Друга світова війна

Золота гребінка (термін) (нім. die Goldene Zange) — тактика повітряних атак на союзні конвої, що застосовувалася морською авіацією Люфтваффе за часів Другої світової війни. Вперше сталося проти союзного конвою PQ 18 у вересні 1942 року.

## Історія
На літо 1942 року у Третьому Рейху в організації протидії союзним конвоям, що почали регулярно курсувати між Британськими островами й Ісландією та Радянським Союзом, склалася патова ситуація. Недалекоглядність, а також споконвічне протистояння між Люфтваффе та Крігсмаріне призвело до того, що військово-морські сили взагалі не мали такої складової, як морська авіація далекого радіуса дії, а повітряні сили Г.Герінга попросту не мали надійних засобів для нападу на союзницькі кораблі в морі. Завдяки суперництву між Люфтваффе, чиї лідери вважали усі повітряні операції своєю сферою діяльності, а німецький флот розглядав розвиток, виробництво та застосування торпед власною справою, у Німеччині так і не були створені сили торпедоносної авіації. На відміну від сил інших світових держав, навіть інших країн Осі, як-то Італія з її береговими торпедоносцями SM.79 або Імператорською повітряною службою японського флоту, які мали цілу лінійку торпедоносців, і використовували торпеду типу 91 в атаці на Перл-Харбор, німці цього не мали. Лише на початку серпня 1942 року японці за допомогою підводного човна I-30 розкрили деталі виготовлення своїх торпед на повітряних носіях, передавши креслення військово-морському командуванню Крігсмаріне.
На початку 1942 року, коли союзники налагодили комплексний цикл конвоювання своїх транспортів Арктикою до СРСР, командування Люфтваффе отримала наказ сформувати авіаційні формування торпедоносців. Зі складу бомбардувальної авіації були виділені дві групи: III/Kampfgeschwader 26 (III./KG 26) та III/Kampfgeschwader 30 (III./KG 30), озброєні бомбардувальниками He 111 та Ju 88, які призначалися для підготовки та оснащення їх протикорабельними засобами ураження, в першу чергу торпедами, що скидалися з-під крил літаків.
Для організації ефективного нападу на конвой, що зазвичай формувався з 20 до 30 суден, що пливли на коротких відстанях на відносно низьких швидкостях, командир KG 26 генерал-майор Мартін Гарлінгхаузен та його офіцери розробили тактику авіаційної атаки, що отримала в них назву «Голден Занг» (укр. Золота гребінка). Атаку торпедоносців планувалося проводитися на світанку або у сутінках і поєднувати з одночасним бомбардуванням іншими літаками для відволікання засобів ППО ескорту транспортних конвоїв противника.
Тактика «Золота гребінка» застосовувалася наступним чином. На незначній висоті над рівнем моря летіла ударна група торпедоносців, близько сорока літаків, що тримали одну лінію приблизно на відстані 30 м один від одного і наближалися до конвою з фронту його руху, одночасно запускаючи свої торпеди з відстані 1000 м, потім перелітаючи конвой і розлітаючись у різні сторони. Таким чином одночасно випускалося до 80 торпед, що прямували на цілі, подібно частим зубцям гребінця.
13 вересня 1942 року конвой PQ 18 з 35 транспортних суден, що доставляв за програмами ленд-лізу озброєння, військову техніку і важливі матеріали та майно до Радянського Союзу й під потужною охороною з 18 бойових кораблів на чолі з ескортним авіаносцем «Евенджер» йшов до Архангельська, піддався інтенсивній атаці 35 пікіруючих бомбардувальників Ju 88A-4 KG 30 та 42 торпедоносців KG 26 (I./KG 26 з 28 He 111H-6 та III./KG 26 з 14 Ju 88A-4). Тактикою дії німецьких літаків був одночасний та взаємоузгоджений напад торпедоносців та частки бомбардувальників на головні сили ескорту, які відволікали бойові кораблі від транспортних суден, і у цей час авіагрупа III./KG 26 потужною торпедною атакою, відомою як «золота гребінка», нищила беззахисні транспортники. Ціною значних втрат у літаках та екіпажах німцям вдалося затопити 10 союзних суден, зокрема 8 з них було знищено тільки за один захід у результаті «золотої гребінки».
Цей випадок став найуспішнішим прикладом застосування німецькою далекою авіацією тактики «золота гребінка». Після розгромного конвою, союзне командування відклало усі арктичні конвої до грудня 1942 року, доки в цих широтах не настала полярна ніч.